# Петричата
 Петричата  — бывшая деревня в Новоторъяльском районе Республики Марий Эл. До 2022 года входила в состав городского поселения Новый Торъял. В июле 2022 года была включена в черту посёлка городского типа Новый Торъял.

## География
Находилась в северо-восточной части республики Марий Эл на расстоянии менее 3 км по прямой на запад от районного центра посёлка Новый Торъял.

## История
Известна с 1869 года, когда здесь (тогда деревне Ексей по Шукшану Егора Петрова) числилось 16 дворов, 103 человека, все русские. В 1905 году в деревне Ексей по Шукшану Егора Петрова (или Петриченки) насчитывалось 9 дворов, 103 жителя. В 1929 году в деревне Егора Петрова Елембаевского сельсовета числилось 25 хозяйств, 115 жителей, все русские, в 1939 проживало 87 человек. В 2002 году здесь (уже Петричата) было 16 дворов, проживал 51 человек. В советское время работали колхозы «Свободный труд», «Серп и молот» (с 1969 года совхоз). В 2003 году здесь находились подсобные хозяйства Новоторъяльского ПЛ-23 и Новоторъяльской школы-интерната. Постановлением от 30 июня 2022 года включена в черту пгт Новый Торъял.

## Население
| 2010 | 2012 | 2013 | 2014 | 2015 | 2016 | 2017 |
| ---- | ---- | ---- | ---- | ---- | ---- | ---- |
| 32   | ↘27  | →27  | ↗28  | ↗31  | ↗34  | ↗39  |
| 2018 | 2019 | 2020 | 2021 | 2023 |      |      |
| ↗40  | ↘39  | ↘35  | ↘23  | ↗24  |      |      |

Население составляло 41 человек (мари 85 %) в 2002 году.